# Fulla
Na mitologia nórdica, Fulla é uma deusa de cabelos loiros, uma das servas e muito provavelmente irmã de Frigga, que cuida de sua caixa mágica. Pode ser que seja uma das Asynjor